# Making Photoplay in Egypt
Pour plus de détails, voir Fiche technique et Distribution.
Making Photoplay in Egypt est un documentaire américain sorti en 1912, réalisé par Sidney Olcott. Tourné à Luxor, en Égypte, durant l'hiver 1912. Il met en scène le réalisateur Sidney Olcott, sa scénariste et actrice Gene Gauntier et toute la troupe de la compagnie Kalem, venue tourner une série de films en Égypte et en Palestine.

## Fiche technique
- Réalisation : Sidney Olcott
- Production : Kalem
- Directeur de la photo : George K. Hollister
- Longueur :
- Date de sortie : 1912